# Хип-хоп (танец)

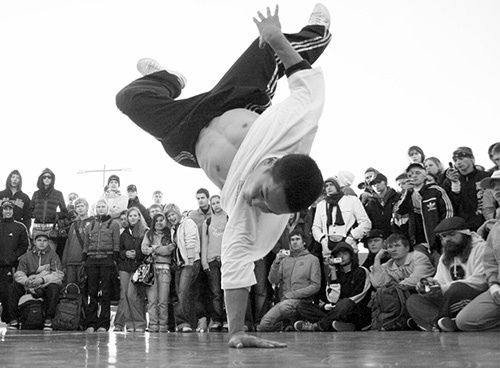
Выступление на Street Summit 2006 в Москве

Хип-хоп-танец (англ. hip-hop dance) относится к уличным танцевальным стилям, в основном сопровождаемый хип-хоп-музыкой и той, которая развивалась как часть хип-хоп-культуры. Он включает в себя широкий диапазон стилей, таких как брейк-данс, локинг, поппинг, которые были созданы в 1970 году и стали популярными в США благодаря танцевальным командам. Телевизионное шоу «Soul Train» и фильмы 1980-х годов «Брейк-данс», «Бит-стрит» и «Дикий стиль» рассказали широкой аудитории о данном танцевальном направлении, делая хип-хоп-культуру мейнстримом. Открылись танцевальные студии, занимающиеся хип-хопом, называемым «новым стилем», и испытавшим влияние джаза «джаз-фанком». Классически обученные танцоры развивали эти направления для того, чтобы создавать хореографические номера с хип-хоп-танцорами, которые выступали на улицах. Именно из-за этого развития хип-хоп-танец практикуется и в танцевальных студиях, и на улицах.
Коммерциализация уличного танца продолжилась в 1990-е и 2000-е годы. Вышли несколько телевизионных шоу и фильмов, среди которых «Уличные танцы 3D», «Короли танцпола», «Шаг вперёд». Хотя танец и воспринимается как развлечение, включаемый порой даже в театральное представление, он остаётся важным составляющим городских районов США, откуда вышли многие танцевальные стили уличных танцев.

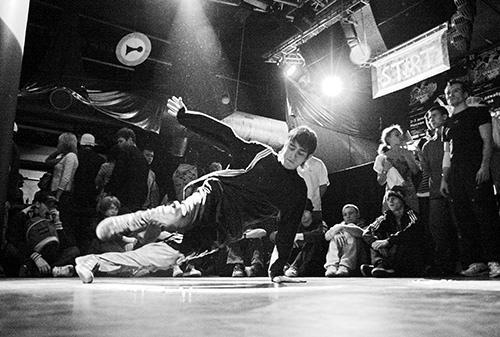
Фристайл-баттл

Фильмы 1980-х годов, телевизионные шоу и интернет продолжили развитие хип-хоп-культуры за пределами США и принесли ей всемирную известность. В Европе прошли несколько международных конкурсов по хип-хопу: UK B-Boy Championships, Juste Debout, EuroBattle. Австралия предлагает командам по хип-хопу принять участие в соревнованиях под названием World Supremacy Battlegrounds, и Япония проводит соревнования в виде батлов.
Хип-хоп отличает от других танцевальных стилей «фристайл» (англ. freestyle — импровизация). Хип-хоп-команды устраивают соревнования по фристайлу, называемых «батлами». Команды, фристайл и батлы являются идентификаторами этого стиля. Хип-хоп может быть формой развлечения, хобби или способом заработать на жизнь профессиональными танцами.